# Jegor Awierin
Jegor Walerjewicz Awierin (ros. Егор Валерьевич Аверин; ur. 25 sierpnia 1989 w Omsku) – rosyjski hokeista, reprezentant Rosji.

## Kariera
- Awangard Omsk (2005-2012)
- Łokomotiw Jarosław (2012-)

Wychowanek Awangardu Omsk. Od maja 2012 zawodnik Łokomotiwu Jarosław.

## Sukcesy
Reprezentacyjne
- Złoty medal mistrzostw świata juniorów do lat 18: 2007

Klubowe
- Srebrny medal mistrzostw Rosji: 2012 z Awangardem Omsk
- Brązowy medal mistrzostw Rosji: 2014, 2017 z Łokomotiwem Jarosław
- Finał Pucharu Kontynentalnego: 2007 z Awangardem Omsk
- Puchar Kontynentu: 2011 z Awangardem Omsk